# Дилинген на Дунаву
Дилинген ан дер Донау (њем. Dillingen an der Donau) општина је у њемачкој савезној држави Баварска. Једно је од 27 општинских средишта округа Дилинген ан дер Донау. Према процјени из 2010. у општини је живјело 18.341 становника. Посједује регионалну шифру (AGS) 9773125.

## Географски и демографски подаци
Дилинген ан дер Донау се налази у савезној држави Баварска у округу Дилинген ан дер Донау. Општина се налази на надморској висини од 433 метра. Површина општине износи 75,6 km². У самом мјесту је, према процјени из 2010. године, живјело 18.341 становника. Просјечна густина становништва износи 243 становника/km².

## Међународна сарадња
| Мјесто  | Држава  | Врста сарадње | Од    |
| ------- | ------- | ------------- | ----- |
|         | Чешка   | партнерство   | 2010. |
| Нејс    | Ирска   | партнерство   | 2010. |
| Бондено | Италија | партнерство   | 2010. |
| Извор   |         |               |       |